# Alick Worworbu
Alick Worworbu (* 27. August 1997 in Port Vila) ist ein vanuatuischer Fußballspieler.

## Karriere

### Verein
Vom Yatel FC kommend, wechselte er im Sommer 2021 nach Fidschi, wo er für einige Zeit beim Rewa FC spielte und mit der Mannschaft Meister wurde. Seit Anfang 2023 ist er wieder für den Yatel FC in seiner Heimat aktiv.

### Nationalmannschaft
Für die A-Nationalmannschaft debütierte er am 21. März 2024 bei einer 0:6-Freundschaftsspielniederlage gegen Guinea, als er zur 87. Minute für John Alick eingewechselt wurde. Danach kam er bei der Ozeanienmeisterschaft 2024 in drei Spielen inklusive des Finales, welches gegen Neuseeland verloren wurde, zum Einsatz.